# さすらいのブルース
「さすらいのブルース」は、1970年7月5日に発売された和田アキ子の5枚目のシングル。

## 解説
- 大ヒット曲である「笑って許して」の後に発売されたシングルで、オリコンチャートでは最高位28位。売り上げ枚数は約11万枚と「笑って許して」の半分強だったが、チャート登場週数は22週と、「笑って許して」の24週と遜色ないロングセラーとなった。なお、『NHK紅白歌合戦』では歌われたことはない。
- B面の「男と女のロック」は、和田の初主演映画『女番長 野良猫ロック』（1970年5月2日公開）の挿入歌である。

## 収録曲
（全作詞：なかにし礼／作曲・編曲：鈴木邦彦）
1. さすらいのブルース [2:38]
2. 男と女のロック [2:31]